# 冯淑萍
冯淑萍（1951年—）女，山西省芮城县人，中华人民共和国政治人物，中国会计制度改革及国际化的主要倡导者及实践者。

## 生平
1978年，毕业于山西财经学院会计学专业。1978年9月到1993年10月，历任中华人民共和国财政部会计司科员、副处长、处长，其间参与建设会计制度，先后参与利改税会计处理办法、企业会计制度的研究及起草工作，主持工业企业会计制度的研究及建立，主持行业会计制度、股份公司会计制度的建立。1993年10月到1996年7月，任中华人民共和国财政部会计司副司长，主持企业会计准则建设以及行业会计制度的制定。1996年7月起，任中华人民共和国财政部会计司司长，领导中国的会计管理工作。
1994年起，兼任联合国国际会计和报告标准政府间专家工作组中国政府代表。1996年起，兼任中国会计学会常务理事。1997年起，兼任国际会计准则委员会理事会中国观察员代表。1997年起，兼任中国注册会计师协会常务理事。1997年起，兼任清华大学兼职教授。1998年起，兼任中华人民共和国财政部会计准则委员会委员兼秘书长。 2000年获聘为中山大学管理学院会计学科兼职教授。她还是财政部财政科学研究所、南京大学、首都经贸大学、北京工商大学等校的兼职教授，中国人民大学、厦门大学、财政部财政科学研究所、天津财经大学的博士生导师。此外，她还是全国妇联第八届执委。
她是第十届全国政协委员，第十一届、十二届全国人大常委会委员。2004年10月27日，第十届全国人大常委会第十二次会议任命冯淑萍（女）、姚胜为全国人民代表大会常务委员会预算工作委员会副主任。2013年2月27日，第十一届全国人民代表大会常务委员会第三十一次会议免去冯淑萍的全国人民代表大会常务委员会预算工作委员会副主任职务。

## 著作
她在《会计研究》、《财务与会计》上发表了超过20篇学术论文，并出版多部论著。
- 《中华人民共和国会计法讲话》
- 《关于中国会计标准的国际化问题》
- 《会计核算制度改革的方向、模式及实施》
- 《市场经济与会计准则》
- 《中外会计准则的差异及其协调》
- 《会计信息失真的现状、成因及对策》
- 《防范和化解金融危机的会计对策》
- 《中国会计改革与国际协调》[2]